# Championnat d'Angleterre de rugby à XV 1990-1991
Navigation
Courage League
 1989-1990 Courage League 1991-1992
Le Championnat d'Angleterre de rugby à XV 1990-1991, appelé Courage League 1990-1991 du nom de son sponsor, oppose les treize meilleures équipes anglaises de rugby à XV. Au cours  de la compétition, toutes les équipes s'affrontent une fois. L'équipe première du classement final est sacrée championne. Les deux dernières sont reléguées en seconde division.
Cette saison, les Northampton Saints et Liverpool St Helens ont accédé à l'élite en ne remplaçant qu'une seule équipe, les Bedford Blues relégués en seconde division, ceci de manière à élargir le championnat à treize clubs. Le club de Bath Rugby termine en tête de la compétition et devient la première équipe à remporter deux titres de champion. Le club de Moseley et celui de Liverpool St Helens, qui a perdu tous ses matchs, terminent la compétition aux deux dernières places et sont relégués en Courage Clubs Championship.

## Liste des équipes en compétition
La compétition oppose pour la saison 1990-1991 les treize meilleures équipes anglaises de rugby à XV :
| - Bath Rugby - Bristol Rugby - Gloucester RFC - Harlequins | - Leicester Tigers - Liverpool St Helens - Moseley - Northampton Saints - Nottingham | - Orrell - Rosslyn Park - Saracens - Wasps |

## Classement de la phase régulière
| Rang | Club                    | J  | V  | N | D  | Pm  | Pe  | Diff | Pts |
| ---- | ----------------------- | -- | -- | - | -- | --- | --- | ---- | --- |
| 1    | Bath Rugby              | 12 | 10 | 0 | 2  | 270 | 109 | +161 | 20  |
| 2    | Wasps (T)               | 12 | 9  | 1 | 2  | 252 | 151 | +101 | 19  |
| 3    | Harlequins              | 12 | 8  | 0 | 4  | 267 | 162 | +105 | 16  |
| 4    | Leicester Tigers        | 12 | 8  | 0 | 4  | 223 | 128 | +95  | 16  |
| 5    | Orrell RUFC             | 12 | 7  | 0 | 5  | 247 | 105 | +142 | 14  |
| 6    | Gloucester RFC          | 12 | 7  | 0 | 5  | 133 | 170 | -37  | 14  |
| 7    | Rosslyn Park            | 12 | 6  | 0 | 6  | 216 | 174 | +42  | 12  |
| 8    | Nottingham RFC          | 12 | 6  | 0 | 6  | 173 | 231 | -58  | 12  |
| 9    | Northampton Saints (P)  | 12 | 5  | 1 | 6  | 149 | 254 | -105 | 11  |
| 10   | Saracens                | 12 | 5  | 0 | 7  | 209 | 169 | +40  | 10  |
| 11   | Bristol Bears           | 12 | 4  | 1 | 7  | 147 | 241 | -94  | 9   |
| 12   | Moseley RFC             | 12 | 1  | 1 | 10 | 113 | 244 | -131 | 3   |
| 13   | Liverpool St Helens (P) | 12 | 0  | 0 | 12 | 88  | 349 | -261 | 0   |

|  | Champion d'Angleterre (no 1).                                                   |
|  | Relégués en Courage Clubs Championship pour la saison 1991-1992 (no 12, no 13). |
|  | T : tenant du titre 1990 • P : promus 1990                                      |

Attribution des points: victoire sur tapis vert : 2, victoire : 2, match nul : 1, défaite : 0, forfait : -2.
Règles de classement: ??????

## Résultats des rencontres
L'équipe qui reçoit est indiquée dans la colonne de gauche.
| Clubs               | BAT   | BRI   | GLO   | HAR   | LEI   | LIV   | MOS   | NOR   | NOT   | ORR   | ROS   | SAR   | WAS   |
| ------------------- | ----- | ----- | ----- | ----- | ----- | ----- | ----- | ----- | ----- | ----- | ----- | ----- | ----- |
| Bath Rugby          |       |       |       | 23-3  |       | 46-3  | 11-6  |       |       | 17-9  | 45-21 |       | 15-16 |
| Bristol Rugby       | 9-22  |       | 15-12 |       | 10-6  |       |       |       | 6-22  | 3-36  |       | 25-6  |       |
| Gloucester RFC      | 15-17 |       |       | 38-19 |       |       | 30-12 |       | 22-6  | 9-16  |       | 21-16 |       |
| Harlequins          |       | 38-16 |       |       |       | 41-12 | 33-6  | 21-6  |       |       | 18-6  |       | 12-18 |
| Leicester Tigers    | 3-9   |       | 18-6  | 12-15 |       |       |       |       | 25-9  | 15-12 |       | 29-6  |       |
| Liverpool St Helens |       | 6-7   | 7-26  |       | 7-28  |       |       | 13-23 | 12-13 |       |       | 3-17  |       |
| Moseley             |       | 9-9   |       |       | 19-43 | 20-12 |       | 10-16 |       |       | 9-19  |       | 9-22  |
| Northampton Saints  | 15-6  | 22-15 | 12-9  |       | 6-7   |       |       |       | 10-16 |       |       | 18-28 |       |
| Nottingham          | 3-10  |       |       | 6-19  |       |       | 12-7  |       |       | 16-12 |       | 3-28  | 12-10 |
| Orrell              |       |       |       | 12-9  |       | 38-0  | 16-0  | 60-0  |       |       | 12-3  |       | 12-14 |
| Rosslyn Park        |       | 16-13 | 17-12 |       | 17-15 | 39-9  |       | 48-0  | 9-15  |       |       |       |       |
| Saracens            | 6-49  |       |       | 7-39  |       |       | 21-6  |       |       | 19-12 | 13-11 |       |       |
| Wasps               |       | 46-19 | 14-9  |       | 12-22 | 51-4  |       | 21-21 |       |       | 13-10 | 15-6  |       |

|  | Victoire à domicile |  | Match nul |  | Défaite à domicile |